# 港未來號列車
港未來號是經由埼玉高速鐵道線（由浦和美園站開始）、都營地下鐵三田線（高島平站開始）、東京地下鐵日比谷線（北千住站開始）再利用東京地下鐵南北線、東急目黑線及東橫線到港未來21線之元町、中華街站的臨時列車。